# بوني وكلايد (فلم)
بوني وكلايد (بالإنجليزية: Bonnie and Clyde) هو فيلم دراما تم إنتاجه في الولايات المتحدة وصدر في سنة 1967.

## بطولة
- وارن بيتي
- فاي دوناوي
- جين هاكمان

### ترشيحات وجوائز
| السنة | الحدث  | الفئة              | النتيجة  |
| ----- | ------ | ------------------ | -------- |
|       | أوسكار | أفضل تصوير سينمائي | فـــــوز |

## الميزانية والإيرادات
بلغت تكلفة إنتاج الفيلم حوالي 2.5 مليون دولار بينما حقق أرباحا تقدر بـ 50,700,000 (domestic),70,000,000 (worldwide) دولار.

## وصلات خارجية
- بوني وكلايد على موقع IMDb (الإنجليزية)
- بوني وكلايد على موقع ميتاكريتيك (الإنجليزية)
- بوني وكلايد على موقع الموسوعة البريطانية (الإنجليزية)
- بوني وكلايد على موقع روتن توميتوز (الإنجليزية)
- بوني وكلايد على موقع قاعدة بيانات الأفلام العربية
- بوني وكلايد على موقع ألو سيني (الفرنسية)
- بوني وكلايد على موقع Turner Classic Movies (الإنجليزية)
- بوني وكلايد على موقع أول موفي (الإنجليزية)
- بوني وكلايد على موقع بوكس أوفيس موجو (الإنجليزية)
- بوني وكلايد على موقع فيلمافينيتي (الإسبانية)

1. 1 2  وصلة مرجع: https://www.oscars.org/oscars/ceremonies/1968.
2. ↑  وصلة مرجع: http://www.filmaffinity.com/en/film893610.html. الوصول: 6 يوليو 2016.
3. ↑  وصلة مرجع: http://stopklatka.pl/film/bonnie-i-clyde. الوصول: 6 يوليو 2016.
4. ↑  وصلة مرجع: http://www.imdb.com/title/tt0061418/. الوصول: 6 يوليو 2016.